# Élections législatives de 1919 dans l'Aude
Les élections législatives du 16 novembre 1919, et éventuellement dans l'hypothèse d'un second tour du 30 novembre 1919, sont organisées selon un scrutin de liste dans le cadre du département : tout candidat obtenant la majorité absolue des suffrages est élu, les sièges restants étant attribués à la représentation proportionnelle à la plus forte moyenne. Elles marquèrent au niveau national la victoire du Bloc national de centre-droit. La nouvelle assemblée fut surnommée « Chambre bleu horizon », en référence à la couleur bleu horizon des uniformes des très nombreux anciens combattants qui y siègeront.

## Élus
|   | Député élu      |  | Groupe parlementaire                |
| - | --------------- |  | ----------------------------------- |
| 1 | Jean Durand     |  | Parti radical et radical-socialiste |
| 2 | Albert Sarraut  |  | Parti radical et radical-socialiste |
| 3 | Léon Castel     |  | Parti radical et radical-socialiste |
| 4 | François Milhet |  | Parti radical et radical-socialiste |
| 5 | Pierre Constans |  | Gauche républicaine démocratique    |

## Résultats départementaux

### Par listes
| Listes         | Listes                                                                                   | Premier tour | Premier tour | Sièges |
| Listes         | Listes                                                                                   | Voix         | %            | Sièges |
| -------------- | ---------------------------------------------------------------------------------------- | ------------ | ------------ | ------ |
|                | Liste de la Fédération républicaine d'Union économique, agricole démocratique et sociale | 24 082       | 42,79        | 4      |
|                | Liste d'Union républicaine et de Défense nationale des mutilés et combattants de l'Aude  | 20 018       | 35,57        | 1      |
|                | Liste des candidats du Parti socialiste                                                  | 11 151       | 19,81        | 0      |
|                |                                                                                          |              |              |        |
| Inscrits       | Inscrits                                                                                 | 91 643       | 100,00       | 5      |
| Votants        | Votants                                                                                  | 57 548       | 62,80        |        |
| Abstention     | Abstention                                                                               | 31 095       | 33,93        |        |
| Blancs et nuls | Blancs et nuls                                                                           | 1 269        | 2,21         |        |
| Exprimés       | Exprimés                                                                                 | 56 279       | 97,79        |        |

### Par candidats
| Candidat       | Candidat        | Tendance       | Premier tour | Premier tour |
| Candidat       | Candidat        | Tendance       | Voix         | %            |
| -------------- | --------------- | -------------- | ------------ | ------------ |
|                | Vidal           | BN             | 20 161       | 35,82        |
|                | Gazel           | BN             | 20 146       | 35,80        |
|                | Pierre Constans | PRDS           | 20 482       | 36,39        |
|                | Rouanet         | BN             | 19 466       | 34,59        |
|                | Roux            | BN             | 19 838       | 35,25        |
|                |                 |                |              |              |
|                | Jean Durand     | PRRRS          | 24 945       | 44,32        |
|                | Albert Sarraut  | PRRRS          | 24 476       | 43,49        |
|                | Léon Castel     | PRRRS          | 23 689       | 42,09        |
|                | François Milhet | PRRRS          | 24 586       | 43,69        |
|                | Pierre Sire     | PRRRS          | 22 714       | 40,36        |
|                |                 |                |              |              |
|                | Émile Aldy      | SFIO           | 12 100       | 21,50        |
|                | Hudel           | SFIO           | 11 634       | 20,67        |
|                | Faure           | SFIO           | 10 805       | 19,20        |
|                | Billod          | SFIO           | 10 858       | 19,29        |
|                | Nonier          | SFIO           | 10 358       | 18,40        |
|                |                 |                |              |              |
| Inscrits       | Inscrits        | Inscrits       | 91 643       | 100,00       |
| Votants        | Votants         | Votants        | 57 548       | 62,80        |
| Abstention     | Abstention      | Abstention     | 31 095       | 33,93        |
| Blancs et nuls | Blancs et nuls  | Blancs et nuls | 1 269        | 2,21         |
| Exprimés       | Exprimés        | Exprimés       | 56 279       | 97,79        |